# Крамер, Деттмар
Деттмар Крамер (нем. Dettmar Cramer; 4 апреля 1925, Дортмунд — 17 сентября 2015, Райт-им-Винкль) — немецкий футболист и тренер, который привёл «Баварию» в 1975 и 1976 годах к победе в Кубке европейских чемпионов. Крамер считается отцом современного футбола в Японии и является членом ордена Священного сокровища, 3-й класс. Также тренировал сборные Египта и США.

## Карьера
Был известен как «Футбольный профессор» за своё внимание к деталям, а также как «Наполеон» из-за низкого роста (161 см). Крамер начинал свою карьеру в «Виктории Дортмунд» и «Германия Вайсбаден». В начале своей тренерской карьеры он управлял такими клубами, как «Боруссия Липпштадт», «Гезеке», «Падерборн 07», и «Ивинг-Линденхорст». На рубеже 1948—1949 годов Крамер в первый раз оказался на службе Немецкого футбольного союза. До 1963 года он работал в качестве главного тренера в Западной Германии, в Дуйсбурге.
Тогда ещё малоизвестный Крамер пробовал себя в карьере журналиста. Он стал ведущим редактором спортивного немецкого телеканала ZDF. Чувствуя, что он в значительной степени изолирован от мирового футбола, Крамер решил уволиться после шести месяцев работы. После этого он был отправлен в Японию, чтобы работать в качестве футбольного тренера.
Для того,  чтобы укрепить свою сборную перед Олимпийскими играми в Токио, которые предстояли через четыре года, Японской футбольной ассоциации в 1960 году пришла в голову идея привлечения иностранных профессиональных тренеров. Крамер был в конечном итоге выбран на эту должность. Благодаря стараниям Крамера и усилиям игроков японская сборная преподнесла неприятный сюрприз Аргентине на Токийской Олимпиаде. Свершение этого исторического результата было заслугой Крамера, который воспринимал это в качестве подтверждения того, что японский футбол значительно улучшается. Усилия Крамера не были ограничены сборной, так как он разрабатывал и осуществлял политику для общего развития. Основание первой национальной лиги, подготовка других тренеров, а также укрепление национальной сборной — всё это способствовало успеху Японии на Олимпиаде в Мехико четыре года спустя, когда Япония привезла домой бронзовую медаль.
1 января 1964 года вернулся в Германию, чтобы занять должность помощника тренера национальной сборной, Хельмута Шёна. Он входил в состав тренерского штаба на Чемпионате мира в 1966 году, когда Западная Германия проиграла в финале из-за спорного решения советского лайнсмена. Его талант был высоко оценён ФИФА, которая подписала с ним контракт в 1967 году до 1974 года и отправила его в путешествие по миру, но в это время Крамер также обучал на первом курсе тренеров ФИФА в Японии в 1969 году и заложил основу для структуры тренерского обучения в Японии. Кроме того, с 1 августа 1974 года Крамер был выбран Федерацией футбола США на должность главного тренера национальной сборной Соединённых Штатов.
Во время своего пребывания на службе в сборной получил множество предложений от немецких клубов Бундеслиги, однако он постоянно им отказывал. Затем 16 января 1975 года он стал у руля немецкого гранда «Баварии». Вначале Крамер подвергся резкой критике в Мюнхене в основном из-за своего пассивного стиля. Ходили слухи об увольнении Крамера, но его решительно поддержал капитан команды, Франц Беккенбауэр, который был в долгу перед ним за утверждение Крамера, что Беккенбауэру будет разрешено вернуться в сборную Германии после первоначального запрета из-за пьянки с одной девушкой.
Крамер привёл «Баварию» к победе в Кубке европейских чемпионов 1975 и 1976 годов, а в дополнение выиграл Клубный чемпионат мира по футболу 1976 года. Однако в сезоне 1976 в Бундеслиге «Бавария» не стала чемпионом, и в дальнейшем дела на внутренней арене шли значительно хуже, чем на международной, такой расклад руководство не устраивал, и Крамер был вынужден уйти в отставку. Крамера продали в «Айнтрахт», руководство которого верило, что он добьётся успеха во Франкфурте, интересно то, что тренер «Айнтрахта», Дьюла Лорант перебрался в «Баварию». Ни один клуб не был счастлив обменом: «Бавария» финишировала с худшим результатом в истории клуба (12-е место), в то время как результаты «Айнтрахта» были в лучшем случае посредственными. В результате клуб расстался с ним 30 июня 1978 года.
Крамер покинул Бундеслигу до сезона 1982/83, на этот раз он стал тренером «Байера». В Леверкузене он сумел вывести клуб на девятое место в лиге за второй год работы. Этот результат оказался потолком для клуба, что и привело к увольнению Крамера после его третьего сезона в команде.
Крамер никогда больше не тренировал в Бундеслиге, вместо этого он снова уехал на Восток. В 2002 году Крамер официально объявил о своём уходе из футбола. В 2005 году он был введён в Японский футбольный Зал славы.

## Личная жизнь
Крамер служил во время Второй мировой войны, как старший лейтенант немецкого подразделения десантников. Женат вторым браком, жил со своей семьёй в Райт-им-Винкле, Бавария.
За свои международные достижения Крамер был награждён двумя почетными докторскими степенями и представлен к ордену «За заслуги перед Федеративной Республикой Германия». В 1971 году император Хирохито лично вручил ему членство в Ордене Священного сокровища за службу в Японии. Кроме того, Крамер является почётным вождём американских индейцев сиу и могикан.